# Ichneumon heterocampae
Ichneumon heterocampae là một loài tò vò trong họ Ichneumonidae.